# Bryum veronense
Bryum veronense là một loài Rêu trong họ Bryaceae. Loài này được De Not. mô tả khoa học đầu tiên năm 1866.